# Anufo
L'anufo, també coneguda per chakosi, és una llengua kwa parlada a Ghana, a Benín i a Togo. També rep el nom de chokosi, kyokosi, tchokossi i tiokossi.

## Història
El chakosi s'originà en una àrea a la Costa d'Ivori anomenada Anou o Ano, per això la llengua i els membres d'aquest poble s'anomenen a si mateixos anufo, “gent d'Anu”. És a partir del segle xviii quan, gràcies a unes migracions, el chakosi arriba i comença a establir-se a Ghana, per després avançar fins a Benín i Togo.

## Característiques

### Sistema fonològic
- Vocals: El chakosi té set vocals /i, e, ɛ, a, ɔ, o, u/. A part de les vocals orals, també té cinc fonemes vocàlics nasalitzats, que són /, ~ɛ, ã, ~ɔ, ~u/.[2]

### Gramàtica
- Substantius: Normalment tenen un prefix vocàlic o consonàntic nasal, que s'articula en el mateix lloc que la consonant següent. El chakosi ha perdut els prefixes nominals e, ɛ, ɔ, o i l'única vocal que s'utilitza com a prefix nominal és la a. La creació del plural es fa mitjançant la utilització del sufix –m, que sembla una forma reduïda del sufix -mɔ del nzema, l'ahanta i l'anyi. Generalment, els substantius concorden en nombre amb els adjectius i els verbs.[2]
- Verbs: El temps i l'aspecte s'indiquen majoritàriament amb prefixes. Hi ha un sufix verbal que s'utilitza amb el passat simple afirmatiu i amb el pretèrit perfecte negatiu, i per indicar el plural del subjecte o del complement directe, es duplica el verb.[2]

### Alfabet
Utilitzen l'alfabet llatí des de l'any 1993.

## Nombre de parlants al món
Territoris on no té estatus oficial: es calcula que el 2003 unes 66,000 persones parlaven chakosi a Ghana; unes 13,800 el parlaven a Benín, i unes 57,800 a Togo. El total de població que parlava chakosi és d'unes 137,600 persones.

## Situació sociolingüística
A Ghana el nivell d'alfabetització del chakosi com a primera llengua no arriba a l'1%, i com a segona llengua es troba per sota del 5%. Tot i així, disposen de diccionari i gramàtica i és utilitzada a programes de ràdio. A Benín el nivell d'alfabetització del chakosi com a primera llengua es troba entre l'1 i el 5%. A Togo el nivell d'alfabetització del chakosi com a primera llengua es troba entre l'1 i el 5%, i és utilitzada com a segona llengua pels ngangam.